# Dickey Betts
Forrest Richard „Dickey“ Betts (12. prosince 1943 West Palm Beach, Florida, USA – 18. dubna 2024 Osprey) byl americký kytarista, zpěvák a skladatel, nejvíce známý jako člen skupiny The Allman Brothers Band, jejímž členem byl v letech 1969-1976, 1978-1982, 1986 a 1989-2000. Se skupinou byl roku 1995 uveden do Rock and Roll Hall of Fame. Rovněž vydal několik sólových alb, prvním z nich byla nahrávka Highway Call z roku 1974. V srpnu 2018 prodělal mrtvici. Přibližně o měsíc později byl v kritickém (ale stabilním) stavu v nemocnici po úrazu ve svém domě.